# 让胡路区
让胡路区是黑龙江省大庆市下辖的一个市辖区。位于大庆市西部。因境内的铁路车站让湖路站（注意“湖”与“胡”的不同。现车站更名为“大庆西站”）得名。區人民政府駐龍崗街道。
大庆油田有限责任公司驻地在让胡路区。

## 行政区划
让胡路区下辖11个街道办事处、1个镇：
龙岗街道、银浪街道、奋斗街道、庆新街道、西宾街道、乘风街道、北湖街道、东湖街道、怡园街道、创业城街道、旭园街道、喇嘛甸镇、红骥牧场、星火牧场和银浪牧场。

## 人口
根據第七次人口普查數據，截至2020年11月1日零時，讓胡路區常住人口為592603人。

## 交通
- 301国道过境。